# Хъмфрис (окръг, Мисисипи)
Окръг Хъмфрис (на английски: Humphreys County) е окръг в щата Мисисипи, Съединени американски щати. Площта му е 1116 km², а населението - 11 206 души (2000). Административен център е град Белзони.